# 551 Ortrud
Az 551 Ortrud egy a Naprendszer kisbolygói közül, amit Max Wolf fedezett fel 1904. november 16-án.